# Eden Alene

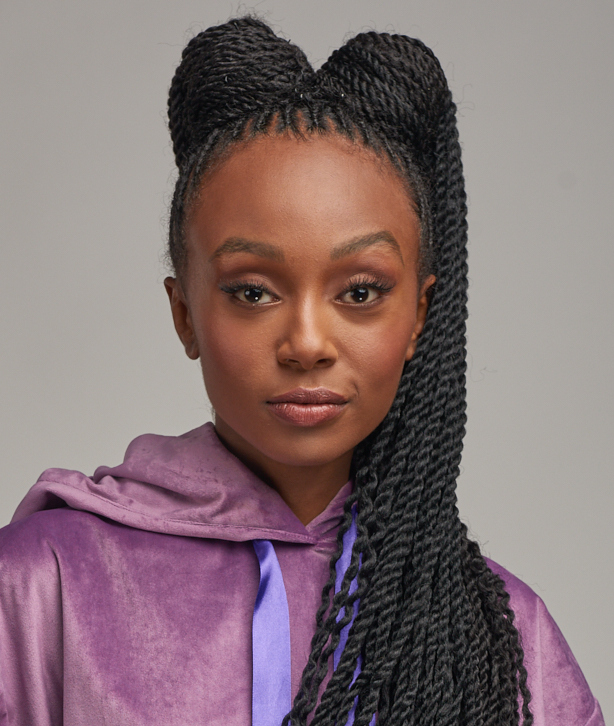
Eden Alene (2021)

Eden Alene (hebräisch עדן אלנה, amharisch ኤደን አለነ; * 7. Mai 2000 in Jerusalem) ist eine israelische Sängerin. Sie sollte Israel ursprünglich beim Eurovision Song Contest 2020 in Rotterdam vertreten, der am 18. März 2020 aufgrund der COVID-19-Pandemie abgesagt wurde, und nahm stattdessen für ihr Land beim Eurovision Song Contest 2021 teil, bei dem sie sich über das Halbfinale am 18. Mai 2021 für das Finale qualifizierte.

## Leben
Eden Alene wurde in Jerusalem als Tochter jüdisch-äthiopischer Einwanderer geboren. Als sie zwei Jahre alt war, ließen sich ihre Eltern scheiden, sie wuchs dann bei ihrer Mutter Zehava Varkanesh auf, die als Haushälterin arbeitete. Alene verbrachte ihre Kindheit und Jugend im Katamon-Viertel in Jerusalem und besuchte bis zur neunten Klasse eine religiöse Schule. In ihrer High-School-Zeit sang Alene von 2014 bis 2016 im YMCA-Jugendchor Jerusalem zusammen mit jüdischen und arabischen Jugendlichen. Der Chor tritt weltweit auf und wirbt für eine friedliche Koexistenz von Arabern und Juden.
Alene war bis Oktober 2020 wehrpflichtige Soldatin im Armeechor der Israel Defence Forces und lebt in Kiryat Gat.

## Karriere als Sängerin
Im Oktober 2017 nahm Alene an der dritten Staffel der israelischen Version der Talentshow The X Factor teil. Sie trug den Song Stone Cold von Demi Lovato vor. Im Januar 2018 gewann sie das Saisonfinale.
Ende 2019 nahm sie an der siebten Staffel von HaKokhav HaBa („The next star“) teil, dem israelischen Vorentscheid für den Eurovision Song Contest. Sie gewann den Wettbewerb am 4. Februar 2020 mit einer Interpretation des Songs Halo von Beyoncé und wurde daher ausgewählt, Israel beim Eurovision Song Contest 2020 in Rotterdam zu vertreten. Ihr Song Feker Libi (deutsch: „Die Liebe meines Herzens“) wurde in einer weiteren Show ausgewählt. Der Song wurde von Doron Medalie und Idan Raichel geschrieben. In dem orientalisch-afrikanisch geprägten, schnellen Song kommen fünf Sprachen vor: Englisch, Hebräisch, Arabisch, Amharisch und eine erfundene afrikanische Sprache.
Nach der Absage des Wettbewerbs 2020 wurde bekannt, dass Israel beim ESC 2021 erneut von Eden Alene vertreten werden soll. Sie trat mit dem Song Set Me Free an. Das Video wurde im Design City Centre in Mishor Adumim im Westjordanland gedreht. Alene ist die erste Israelin äthiopischer Abstammung, die für ihr Land beim ESC antrat. Im Finale erreichte sie mit 93 Punkten den 17. Platz.

## Diskografie

### EPs
- 2020: HaShir HaBa L’Eurovizion

### Singles
- 2018: Better
- 2019: Save Your Kisses for Me
- 2019: When It Comes to You
- 2020: Feker Libi
- 2020: Ma Ata Over (mit Shlomi Shabat)
- 2021: Ue La La
- 2021: La La Love
- 2021: Set Me Free
- 2021: LaKum